# Sincronicidad
Sincronicidad (sin-, del griego συν-, unión, y χρόνος, tiempo) es el término elegido por Carl Gustav Jung para aludir a «la simultaneidad de dos sucesos vinculados por el sentido pero de manera acausal». «Así pues, emplearé el concepto general de sincronicidad en el sentido especial de una coincidencia temporal de dos o más sucesos relacionados entre sí de una manera no causal, cuyo contenido significativo sea igual o similar». Para evitarse malentendidos «lo diferenciaré del término sincronismo, que constituye la mera simultaneidad de dos sucesos».

## Fuentes

Arthur Schopenhauer.

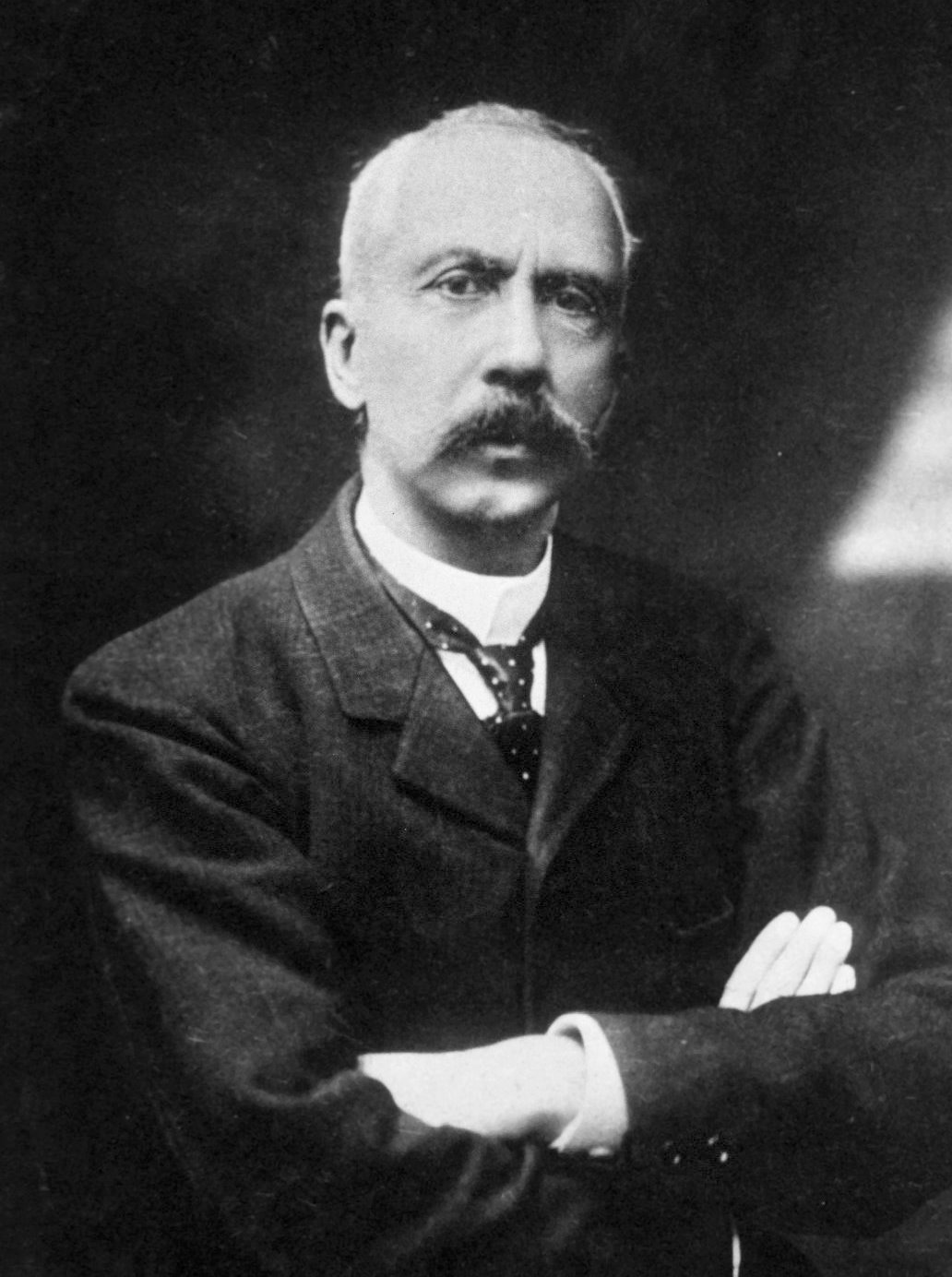
Charles Robert Richet.

## Fundamentación
Las leyes naturales son verdades estadísticas, absolutamente válidas ante magnitudes macrofísicas pero no microfísicas. Ello implica un principio de explicación diferente al causal. Cabe plantearse entonces si en términos muy generales existe no solo una posibilidad sino una realidad de sucesos acausales. Para ello se ha de afrontar el mundo de la casualidad y tratar de separar la causalidad de la acausalidad.
Causalidad → Casualidad ← Acausalidad
La acausalidad es esperable cuando parece impensable la causalidad. Ante la casualidad solo resulta viable la evaluación numérica o el método estadístico. Las agrupaciones o series de casualidades han de ser consideradas casuales mientras no se sobrepasen los límites de la probabilidad. Si así se demostrara implicaría un principio acausal o conexión transversal de sentido.
Schopenhauer realizó un acercamiento a la casualidad no haciendo caso omiso a su fenomenología pero deteniéndose en una visión determinista. Así mismo, Kant señaló el camino a Schopenhauer.
Otros autores como Xavier Dariex, Charles Robert Richet y Camille Flammarion abordaron el problema mediante el cálculo de probabilidades.
Wilhelm von Scholz se aproximaría a través de recopilación de casos, y Herbert Silberer efectuaría una crítica psicológica, que aunque aconsejable, no iba más allá del causalismo, relegándose una vez más la acometida de las verdaderas coincidencias de sentido.

### Experimentos científicos de Rhine
La prueba decisiva para la existencia de vinculaciones acausales reside en los experimentos científicos de Joseph Banks Rhine efectuados a partir de cartas, aunque también fueron utilizados dados.
Siendo la media estadística de lo probable 5 aciertos sobre 25 cartas se llegaría a las tres conclusiones siguientes:
1. Superación de la probabilidad estadística.
2. La distancia no afecta a los resultados: no se puede tratar de un fenómeno de fuerza o energía.
3. El tiempo tampoco altera los resultados del experimento.

Consecuentemente, existiría una relatividad psíquica del espacio y del tiempo. Y de este modo una renuncia a la explicación energética, y por lo tanto a la causalidad que presupone el espacio y el tiempo, es decir, a la observación de cuerpos en movimiento.
También resulta interesante la relación de los resultados con el nivel de interés del sujeto experimental.
No puede tratarse en definitiva de causa y efecto, «sino de una coincidencia en el tiempo, de una especie de simultaneidad», de ahí el término sincronicidad. Se describe la sincronicidad «como una relación entre tiempo y espacio psíquicamente condicionada». En los experimentos de Rhine tanto el espacio como el tiempo se comportan elásticamente respecto a la psique, ya que aparentemente pueden ser reducidos a voluntad.
Se podrían conjeturar entonces dos posibilidades:
1. Relación espacio tiempo respecto a la psique.
2. Inexistencia de espacio y tiempo al estar establecidos por la consciencia. «Son, pues, esencialmente de origen psíquico, seguramente la razón por la que Kant los interpretó como categorías a priori». De ahí la posibilidad de relativización psíquica. Pero esta posibilidad se da solo cuando la psique se observa a sí misma, es decir, a partir de la manifestación de lo inconsciente, de los arquetipos de lo inconsciente colectivo caracterizado como psicoide.

### Un ejemplo
Una joven paciente soñó, en un momento decisivo de su tratamiento, que le regalaban un escarabajo de oro. Mientras ella me contaba el sueño yo estaba sentado de espaldas a la ventana cerrada. De repente, oí detrás de mí un ruido como si algo golpeara suavemente la ventana. Me di media vuelta y vi fuera un insecto volador que chocaba contra la ventana. Abrí la ventana y lo cacé al vuelo. Era la analogía más próxima a un escarabajo de oro que pueda darse en nuestras latitudes, a saber, un escarabeido (crisomélido), la Cetonia aurata, la «cetonia común», que al parecer, en contra de sus costumbres habituales, se vio en la necesidad de entrar en una habitación oscura precisamente en ese momento. Tengo que decir que no me había ocurrido nada semejante ni antes ni después de aquello, y que el sueño de aquella paciente sigue siendo un caso único en mi experiencia.
Sincronicidad como principio de conexiones acausales.

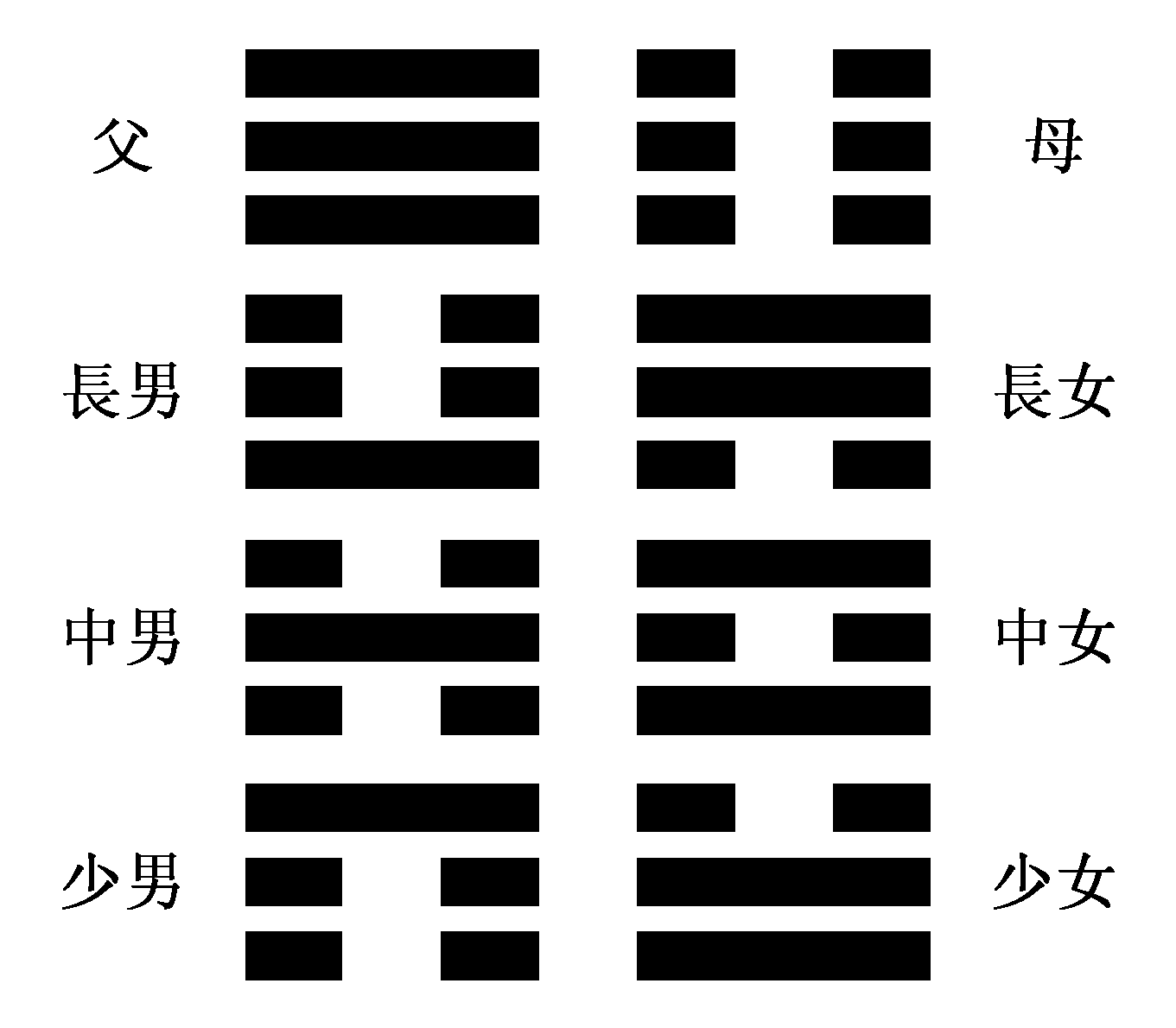
Los ocho trigramas usados en el I Ching.

Ilustración de una carta de casa geomántica.

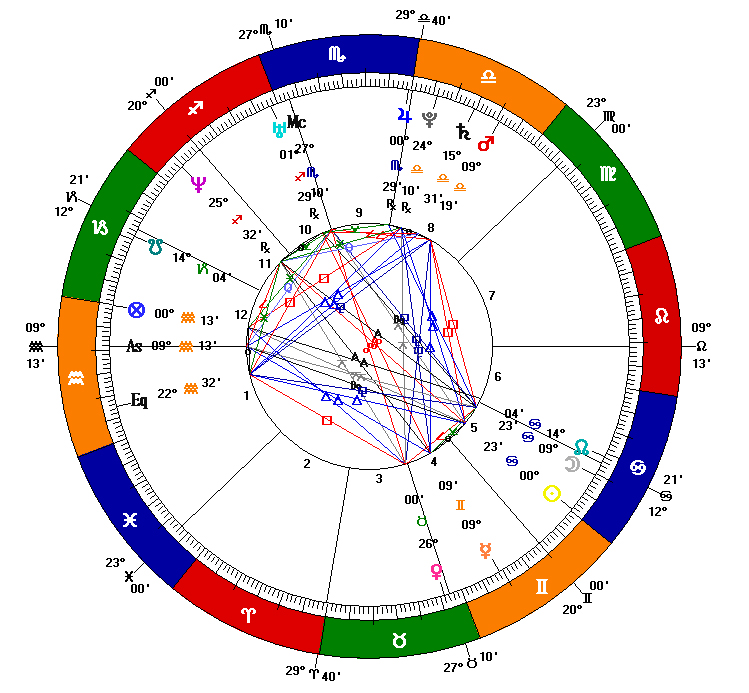
Carta astral (Horóscopo).

Los casos de coincidencias de sentido parecen sustentarse en una base arquetípica:
1. El factor emocional resulta ser altamente significativo. La afectividad está basada en el arquetipo.[10]
2. A su vez existe como característica común cierta imposibilidad.[11]

Debe diferenciarse el término sincronicidad o simultaneidad de dos sucesos vinculados por el sentido pero de manera acausal de sincronismo o mera simultaneidad de dos sucesos.
La sincronicidad implicaría de este modo la simultaneidad de un estado psíquico con uno o varios sucesos externos cuyo sentido parece paralelo a la subjetividad psíquica, o viceversa.
El fenómeno de la sincronicidad se fundamenta en la simultaneidad de dos estados psíquicos diferentes:
1. Uno es el normal.
2. Otro es la vivencia crítica.

Constaría así mismo de dos factores:
1. Una imagen inconsciente accede a la consciencia directamente o simbolizada como sueño, ocurrencia o presentimiento.
2. Una situación objetiva coincide con dicho contenido psíquico.

Para intentar explicar con mayor detenimiento el nivel de implicación del factor psíquico, más allá de la experimentación de Rhine, Jung aborda ciertos métodos intuitivos (mánticos) de larga data: el I Ching oriental y la Geomancia occidental. Sin embargo, aun hallándose en la dirección pretendida, no ofrecían ninguna aplicación para una comprensión exacta. Dirigirá entonces su interés hacia la Astrología, llevando a cabo un extenso experimento astrológico.

## Los precursores de la idea de sincronicidad
A tal efecto inicia Jung un recorrido histórico que se inicia en oriente y continua paralelamente en occidente, hasta que a lo largo del siglo XVIII se convirtió la causalidad en el principio exclusivo de las ciencias naturales.
- Filosofía china: el Tao o sentido, Lao-Tsé: Tao Te King. Ch´uang-Tsé. La nada que ordena el mundo sensorial, concepción taoísta de la totalidad, teoría filosófico-natural medieval de la correspondentia, la simpatía de todas las cosas.[18][19]
- Filón de Alejandría: el hombre como microcosmos que contiene las imágenes de las naturalezas de las estrellas.[20]

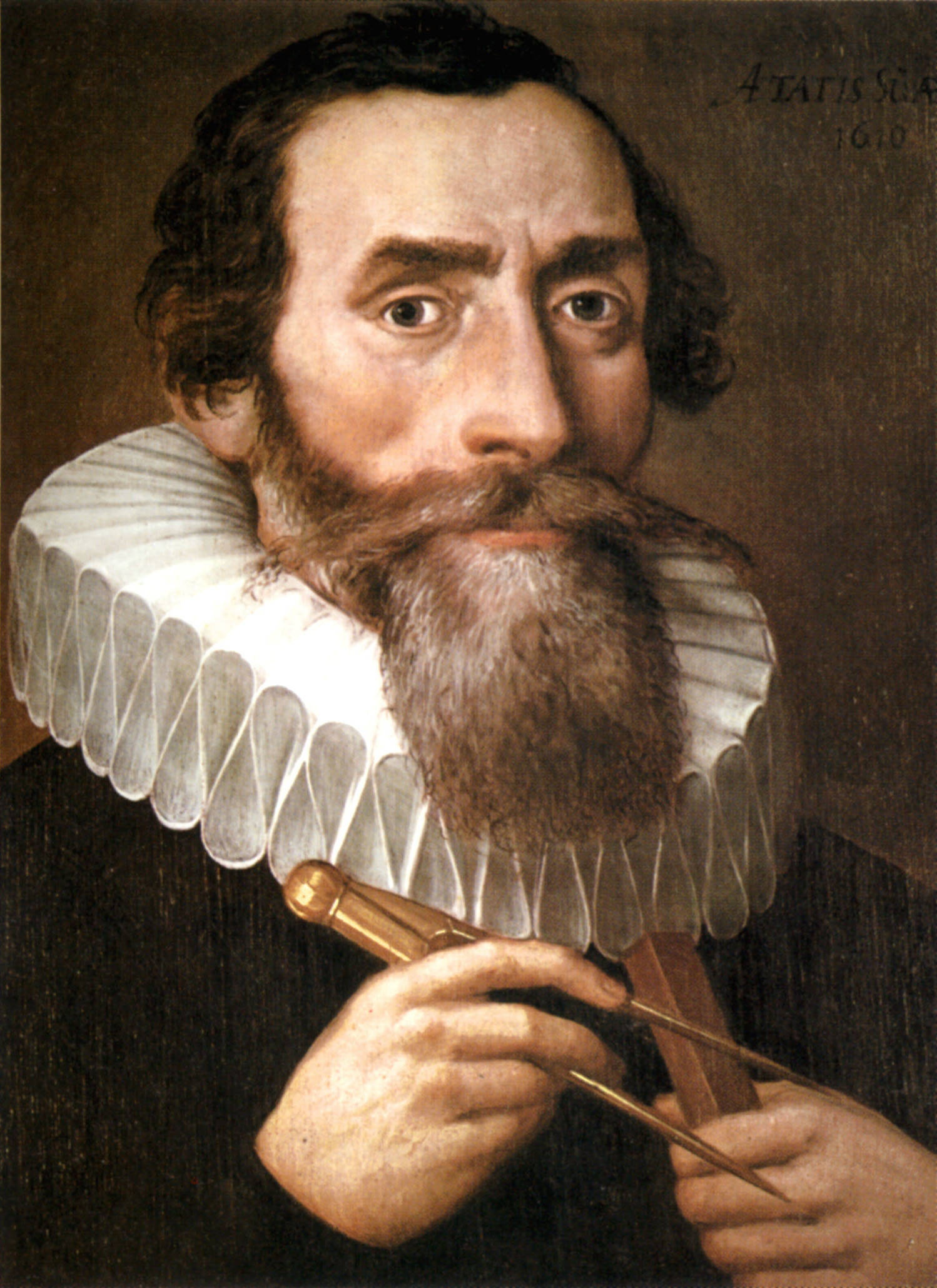
Johannes Kepler.

- Teofrasto: lo suprasensorial y sensorial unidos por la divinidad.
- Plotino: almas individuales procedentes de una única alma universal.[21]
- Pico della Mirandolla: el hombre como vínculo y unión de tres mundos: supracelestial, celestial y sublunar.
- Agrippa de Nettesheim: «Omnia plena diis esse»: todo está lleno de dioses. El alma del mundo como espíritu que todo lo penetra.
- Agrippa influirá en Teofrasto Paracelso en su concepción de la correspondencia entre macrocosmos y microcosmos y en su necesaria apreciación tanto en el filósofo como sobre todo en el médico.
- Johann Kepler cita a Aristóteles: el mundo inferior unido al cielo, sus fuerzas gobernadas desde arriba. Correspondencia fundamentada en la tierra, animada por el anima telluris.
- Leibniz: armonía preestablecida o sincronismo absoluto entre sucesos psíquicos y físicos (mónadas).

## Conclusión
Establece Jung que su tratamiento del fenómeno no representa ninguna prueba definitiva sino mera conclusión desde determinadas premisas empíricas objeto de reflexión. La sincronicidad constituye en sí misma «una magnitud sumamente abstracta e inmaterializable». Representa un criterio de comportamiento al igual que el espacio, el tiempo y la causalidad. Se renunciaría así a la hipótesis de una psique asociada a un cerebro vivo, el factor formal sería ajeno a una actividad cerebral. De ahí que se plantee la pregunta de si todo proceso psicofísico tendría como fundamento la sincronicidad y no la causalidad. De esta última se deducen dos posibilidades que ponen en entredicho la experiencia y el entendimiento:
1. Procesos físicos generan la psique.
2. Psique inmaterial que determina procesos físicos.

De este modo, la sincronicidad, o disposición acausal o con sentido, representaría una posibilidad de esclarecimiento de la encrucijada cuerpo-alma o paralelismo psicofísico. En esta dirección apunta el «saber absoluto», o sentido absoluto, implícito al fenómeno, caracterizado de trascendental al hallarse en un espacio psíquicamente relativo o continuum espacio-temporal irrepresentable.
Ante experiencias de inconsciencia donde paradójicamente permanecen procesos psíquicos conscientes cabrían darse etiológicamente dos posibilidades:
1. Sincronicidad ante la imposibilidad de remitirnos a procesos de substratos biológicos subyacentes.
2. Cuando esto último es factible cabría la posibilidad de deducir como portador de las funciones psíquicas al sistema nervioso simpático. Dicha actividad transcerebral sería responsable así mismo del fenómeno del sueño.

En conclusión, la clásica imagen física tríadica del mundo compuesta de espacio, tiempo y causalidad se convertiría en una tétrada o cuaternio al unírsele la sincronicidad. Ello posibilitaría un juicio global que se aproximaría a un concepto unitario del ser eliminándose la incompatibilidad entre sujeto y objeto.

Esquema clásico del concepto de sincronicidad.

La revolución de la física conllevará sin embargo una revisión del esquema clásico. Será conjuntamente con el catedrático en física Wolfgang Pauli como llegue a proponerse un nuevo cuaternio que satisfaga los postulados de la física moderna y los de la psicología.

Revisión del esquema clásico para satisfacer los postulados de la física moderna y los de la psicología.

«La sincronicidad en sentido estricto sólo es un caso especial de un orden general acausal que da lugar a actos de creación en el tiempo».
Finalmente, debe evitarse interpretar toda situación aparentemente sin causa como acausal. La sincronicidad solo acontece cuando ni siquiera es pensable una causa. Es decir, dicha «falta de explicación» incluye:
1. Una causa desconocida.
2. Dicha causa no es pensable intelectualmente.

## Modalidades
Todo fenómeno sincronístico puede clasificarse en tres categorías:
1. Coincidencia psíquica simultánea del observador con un acontecimiento exterior que se corresponde con dicho estado psíquico sin que medie entre ambos ninguna vinculación causal.
2. Coincidencia psíquica más o menos simultánea con un acontecimiento exterior distante en el espacio y verificable a posteriori.
3. Coincidencia psíquica con un acontecimiento distante en el tiempo y verificable a posteriori.

## Crítica y posible explicación científica
Entre algunos psicólogos, obras de Jung tales como La interpretación de la naturaleza y la psique, fueron recibidas como problemáticas. La revisión de Fritz Levi de 1952 en el Neue Schweizer Rundschau criticó la teoría de la sincronicidad de Jung como vaga en la determinabilidad de eventos sincronísticos: el hecho de que Jung nunca explicase de manera explícita su rechazo hacia la "causalidad mágica", con la que un principio tan acausal como la sincronicidad debería estar relacionado, y también cuestionó la utilidad de la teoría.
Una posible explicación de la percepción de Jung de que las leyes de la probabilidad parecían desmoronarse con algunas coincidencias se puede apreciar en la Ley de Littlewood.
En psicología y ciencia cognitiva, el sesgo de confirmación es una tendencia a buscar o interpretar nueva información de manera que confirme las ideas preconcebidas propias y evite información e interpretaciones que contradigan creencias previas. Es un tipo de sesgo cognitivo y representa un error de inferencia inductiva, o como una forma de sesgo de selección hacia la confirmación de la hipótesis bajo estudio o refutación de una hipótesis alternativa. El sesgo de confirmación es relevante en la enseñanza del pensamiento crítico, pues este se ejecuta incorrectamente si un escrutinio crítico riguroso es aplicado sólo para evidenciar el desafío de una idea preconcebida, pero no para evidenciar lo que la apoya.
Wolfgang Pauli, un científico que en su vida profesional fue severamente crítico con el sesgo de confirmación, emprendió algún esfuerzo en investigar el fenómeno, siendo coautor con Jung de una obra sobre el tema. Algunas pruebas que Pauli citó eran que ideas que se producían en sus sueños tendrían analogías sincronísticas en la correspondencia posterior con colaboradores distantes.
Se ha afirmado que la teoría de la sincronicidad, de la psicología analítica de Jung, es equivalente a la intuición intelectual.

### Investigación
Un estudio de 2018 realizado por el Dr. Gunnar Immo Reefschläger muestra que el concepto de sincronicidad encuentra aplicación clínica en las psicoterapias en forma de un enfoque de interpretación específico de Jung. Ya la idea conceptual de la sincronicidad ofrece al terapeuta una herramienta terapéutica adicional para integrar las coincidencias significativamente experimentadas entre él y el paciente en una narrativa subjetiva, que puede ser experimentada por el paciente como significativa. Si un momento sincrónico es reconocido con sensibilidad, tematizado e interpretado como tal, puede tener consecuencias positivas para la relación terapéutica y la terapia.